# Yigoga bornicensis
Yigoga bornicensis là một loài bướm đêm trong họ Noctuidae.